# Comuna Valea Mare, Vâlcea
Valea Mare este o comună în județul Vâlcea, Oltenia, România, formată din satele Bătășani, Delureni, Drăganu, Mărgineni, Pietroasa și Valea Mare (reședința).

## Demografie
Componența etnică a comunei Valea Mare
     Români (97,33%)
     Alte etnii (0,13%)
     Necunoscută (2,54%)
Componența confesională a comunei Valea Mare
     Ortodocși (95,13%)
     Penticostali (1,74%)
     Alte religii (0,47%)
     Necunoscută (2,67%)
Conform recensământului efectuat în 2021, populația comunei Valea Mare se ridică la 2.363 de locuitori, în scădere față de recensământul anterior din 2011, când fuseseră înregistrați 2.610 locuitori. Majoritatea locuitorilor sunt români (97,33%), iar pentru 2,54% nu se cunoaște apartenența etnică. Din punct de vedere confesional, majoritatea locuitorilor sunt ortodocși (95,13%), cu o minoritate de penticostali (1,74%), iar pentru 2,67% nu se cunoaște apartenența confesională.

## Politică și administrație
Comuna Valea Mare este administrată de un primar și un consiliu local compus din 11 consilieri. Primarul, Ion-Gabi Niță[*], de la Partidul Național Liberal, este în funcție din octombrie 2020. Începând cu alegerile locale din 2024, consiliul local are următoarea componență pe partide politice:
|  | Partid                          | Consilieri | Componența Consiliului | Componența Consiliului | Componența Consiliului | Componența Consiliului | Componența Consiliului | Componența Consiliului |
|  | ------------------------------- | ---------- | ---------------------- | ---------------------- | ---------------------- | ---------------------- | ---------------------- | ---------------------- |
|  | Partidul Național Liberal       | 6          |                        |                        |                        |                        |                        |                        |
|  | Partidul Social Democrat        | 4          |                        |                        |                        |                        |                        |                        |
|  | Alianța pentru Unirea Românilor | 1          |                        |                        |                        |                        |                        |                        |

## Personalități
- Ioan Totu (1931 - 1992), demnitar comunist, profesor universitar